# Cabanatuan
Cabanatuan is een stad in de Filipijnse provincie Nueva Ecija op het eiland Luzon. Bij de laatste census in 2007 had de stad ruim 259 duizend inwoners.

## Geografie

### Bestuurlijke indeling
Cabanatuan is onderverdeeld in de volgende 89 barangays:
| - Aduas Centro - Aduas Norte - Aduas Sur - Bagong Buhay - Bagong Sikat - Bakero - Bakod Bayan - Balite - Bangad - Bantug Bulalo - Bantug Norte - Barlis - Barrera District - Bernardo District - Bitas - Bonifacio District - Buliran - Caalibangbangan - Cabu - Calawagan - Campo Tinio - Caridad - Caudillo - Cinco-Cinco - City Supermarket - Communal - Cruz Roja - Daang Sarile - Dalampang - Dicarma | - Dimasalang - Dionisio S. Garcia - Fatima - General Luna - Hermogenes C. Concepcion, Sr. - Ibabao Bana - Imelda District - Isla - Kalikid Norte - Kalikid Sur - Kapitan Pepe - Lagare - Lourdes - M. S. Garcia - Mabini Extension - Mabini Homesite - Macatbong - Magsaysay District - Magsaysay South - Maria Theresa - Matadero - Mayapyap Norte - Mayapyap Sur - Melojavilla - Nabao - Obrero - Padre Burgos - Padre Crisostomo - Pagas - Palagay | - Pamaldan - Pangatian - Patalac - Polilio - Pula - Quezon District - Rizdelis - Samon - San Isidro - San Josef Norte - San Josef Sur - San Juan Pob. - San Roque Norte - San Roque Sur - Sanbermicristi - Sangitan - Sangitan East - Santa Arcadia - Santo Niño - Sapang - Sumacab Este - Sumacab Norte - Sumacab South - Talipapa - Valdefuente - Valle Cruz - Vijandre District - Villa Ofelia-Caridad - Zulueta District |

## Demografie
Cabanatuan had bij de census van 2007 een inwoneraantal van 259.267 mensen. Dit zijn 36.408 mensen (16,3%) meer dan bij de vorige census van 2000. De gemiddelde jaarlijkse groei komt daarmee uit op 2,11%, hetgeen hoger is dan het landelijk jaarlijks gemiddelde over deze periode (2,04%).
De bevolkingsdichtheid van Cabanatuan was ten tijde van de laatste census, met 259.267 inwoners op 252,8 km², 1025,6 mensen per km².

## Geboren in Cabanatuan
- Hermogenes Concepcion sr. (19 april 1887), politicus (overleden ?);
- Hermogenes Concepcion jr. (7 april 1920), rechter en politicus;
- Oscar Castelo (20 mei 1903), jurist en politicus (overleden 1982);
- Luis Santos (14 januari 1924), politicus.

Aliaga · Bongabon · Cabanatuan · Cabiao · Carranglan · Cuyapo · Gabaldon · Gapan · General Mamerto Natividad · General Tinio · Guimba · Jaen · Laur · Licab · Llanera · Lupao · Nampicuan · Palayan · Pantabangan · Peñaranda · Quezon · Rizal · San Antonio · San Isidro · San Jose · San Leonardo · Santa Rosa · Santo Domingo · Muñoz · Talavera · Talugtug · Zaragoza